# 1000BASE-T
1000Base-T – standard sieci Ethernet o przepływności 1 Gb/s. Został opisany w 1999 roku w dokumencie IEEE 802.3ab. Oparta na nim sieć wykorzystuje jako medium skrętkę miedzianą UTP co najmniej Cat 5 zakończonej złączem 8P8C, a jej zasięg wynosi 100 m. 1000Base-T wykorzystuje wszystkie 4 pary skrętki, jednocześnie nadając i odbierając sygnał na każdej parze, dzięki czemu możliwy jest full-duplex w obrębie jednej pary, tzw. dual-duplex. W celu osiągnięcia tak wysokiej przepływności zastosowano czterowymiarowe kodowanie 4D-PAM5.
Przetwarzanie tak dużej ilości informacji na sekundę wymaga zastosowania procesorów sygnałowych w urządzeniach sieciowych. Tworzone na ich podstawie układy hybrydowe odpowiadają za jednoczesne nadawanie i odbieranie na tej samej parze skrętki.

Topologia 1000Base-T

Schemat odbiornika wykorzystującego technologię DSP

## Główne założenia
Głównymi założeniami 1000Base-T określonymi przez standard są:
1. obsługa CSMA/CD MAC
2. zgodność ze specyfikacją GMII
3. wsparcie dla wtórnika 1000 Mb/s
4. zapewnienie transmisję full i half-duplex
5. wsparcie dla operacji na odległość 100 m
6. współczynnik BER mniejszy lub równy 10-10
7. obsługa autonegocjacji.

## Ethernet a Gigabit Ethernet
1000Base-T ma 100-krotnie większą przepływność w porównaniu z klasycznym Ethernetem o przepływności 10 Mb/s. Konsekwencją tego jest skrócenie czasu transmisji ramki Ethernetowej (minimum 64 B) z 51,2 μs do 512 ns. Jeśli obsługa CSMA/CD ma być zachowana, zasięg sieci w takiej postaci musiałby wynosić około 25 m. W celu zwiększenia zasięgu do 100 m postanowiono zwiększyć czas zajmowany przez ramkę 8-krotnie. Nowa ramka ma rozmiar 512 B, zawiera w sobie klasyczne ramki ethernetowe i jest przetwarzana przez sprzęt nadajnika i odbiornika, dzięki czemu oprogramowanie nie jest nawet świadome jej istnienia. Za jej tworzenie odpowiadają dwie funkcje:
- przedłużenie nośnika (ang. carrier extension) – dopełnienie za ramką do 512 B
- przesyłanie ramek wiązkami (ang. frame bursting, burst) – przesyłanie naraz sekwencji ramek do osiągnięcia ich sumy bajtów równej 8192. Jeśli cała paczka ma mniej niż 512 B, to stosowane jest dodatkowo dopełnienie.

Podczas transmisji ramki dodawane są specjalne znaczniki określające początek i koniec ramki oraz rozdzielające ramki transmitowane w trybie burst.
Dzięki temu mechanizmowi Gigabit Ethernet zachowuje zgodność ze wszystkimi wersjami Ethernetu.

## Autonegocjacja
Technologia pozwalająca określić tryb działania z jakim pracuje urządzenie po drugiej stronie łącza. Jest inicjowana na początku zestawiania łącza – uzgadnia wspólny tryb i szybkość połączenia, zazwyczaj największą wspólną z jaką mogą pracować obydwa urządzenia. W autonegocjacji wykorzystywana jest specjalna sekwencja szybkich impulsów łącza (ang. FLP – Fast Link Pulse) wysyłana przez karty NIC i koncentratory, pozwalająca zidentyfikować możliwości urządzenia wysyłającego. Ten mechanizm jest oparty na sygnalizacji integralności łącza (ang. LI – Link Integrity) wykorzystywanej w 10Base-T.
Autonegocjacja odpowiada także za ustalanie relacji master-slave pomiędzy interfejsami warstwy fizycznej. Strona połączenia typu master taktuje sygnał zgodnie ze swoim zegarem, a strona uznana za slave odzyskuje sygnał zegarowy z odebranego sygnału. Przy połączeniu wieloportowym jako master zazwyczaj wybierane urządzenie wieloportowe, pozostałe urządzenia jednoportowe uczestniczące w połączeniu zostają ustawione jako slave.

## Kodowanie
Wykorzystywany jest schemat kodowania 4D-PAM5 (4 kanałowa PAM o 5 poziomach). Inna jego nazwa to Enhanced T2/TX, ponieważ jest połączeniem technik zastosowanych w standardach FastEthernet - 100Base-T2 i 100Base-TX. Z 100Base-T2 wykorzystano kodowanie PAM5x5, lecz zastosowano 4 pary skrętki i jednoczesny full-duplex na każdej parze (dual-duplex), natomiast z 100Base-TX okablowanie kategorii 5e, ale podniesiono pasmo transmisji do częstotliwości 125 MHz.

### Definicje
8B1Q4: technika kodowania danych używana w 1000BASE-T przy konwersji 8 bitów (8B) do czterech pięciowartościowych (ang. Quinary) symboli (Q4), transmitowanych w czasie jednego taktu zegara (1Q4).
4D-PAM5: technika kodowania sygnału używana w 1000BASE-T. Czterowymiarowe pięciowartościowe symbole (4D) otrzymane z kodowania danych 8B1Q4 są przesyłane przy użyciu pięciu poziomów napięcia (PAM5). Cztery takie symbole są przesyłane równolegle w każdym przedziale czasowym.
Zastosowane kodowania 8B1Q4 i 4D-PAM5 przetwarzają osiem bitów na jedną serię czterech sygnałów (grup kodowych) o poziomach napięć z pięciowartościowego zbioru {2,1,0,-1,-2} V, wysyłanych jednocześnie. Skrętka Cat 5 pozwala na transmisję z częstotliwością 125 MHz, a czas trwania symbolu (taktu) wynosi 8 ns. Pięć poziomów napięcia pozwala na zakodowanie w jednym symbolu dwóch bitów danych (w rzeczywistości wystarczyły by cztery poziomy, ale piąty zwiększa liczbę kombinacji, które wykorzystano m.in. na słowa kontrolne). Cztery pary skrętki dają 8 bitów transmitowanych w jednym takcie, więc przepływność wynosi 4 × 2 × 125•106 = 109, czyli 1 Gb. W trybie bezczynności transmitowane są tylko poziomy napięć -2, 0 i 2, co jest realizowane w celu polepszenia synchronizacji.

### Realizacja
W czasie transmisji danych kolejne bajty są szyfrowane strumieniowo (ang. side-stream scrambling), następnie kodowane w grupy kodowe złożone z czterech pięciowartościowych symboli. Szyfrator strumieniowy implementowany jest przez liniowy rejestr przesuwny ze sprzężeniem zwrotnym (ang. linear feedback shift register). W dużym uproszczeniu cały proces zachodzi następująco. Kodowanie obejmuje generacje trzech 4-bitowych słów – Sx, Sy, Sg. Słowa Sx i Sy służą do generacji oktetu Sc wykorzystywanego do szyfrowania bajta danych oraz generacji słów kontrolnych i bezczynności. Otrzymany oktet Sc jest kodowany splotowo z bajtem danych w celu osiągnięcia 9-bitowego słowa Sd. To słowo z kolei jest mapowane na cztery pięciowartościowe symbole TA, TB, TC, TD. Słowo Sg wykorzystywane jest do zróżnicowania znaków symboli TA-TD tak, aby każdy transmitowany strumień nie zawierał składowej stałej. Otrzymane w ten sposób symbole A, B, C, D są zamieniane na sygnał elektryczny modulowany PAM5 i przesyłane przez cztery pary DA, DB, DC, DD skrętki, zgodnie z tabelką zamieszczoną niżej. BI oznacza styk dwukierunkowy (ang. bidirectional).

### Korekcja błędów
W czasie trwania jednego taktu kodowany jest jeden bajt, czyli 8 bitów, co daje 28 = 256 różnych stanów. Cztery pięciopoziomowe sygnały PAM5 przesyłane każdy na osobnej parze przewodów dają 54 = 625 różnych stanów. Część z nich jest wykorzystywana do przesyłania sygnałów kontrolnych i bezczynności, pozostaje jednak nadal duży nadmiar, który pozwolił na wykorzystanie 8-stanowego kodowania TCM (ang. Trellis Coded Modulation) zapewniającego korekcję błędów (ang. Trellis Forward Error Correction). Za detekcję i korekcję błędów odpowiada dekoder Viterbiego w urządzeniu odbiorczym.

## Okablowanie
W standardzie wykorzystywana jest skrętka miedziana Cat 5 (TIA/EIA-568-A). Zalecana jest jednak skrętka Cat 5e (TIA/EIA 568-A-5), która zwiększa zapas bezpieczeństwa przy sieciach o zasięgu zbliżonym do maksymalnej wartości 100 m.
Kable powinny być zakończone złączami 8P8C dobrej jakości zgodnie ze standardem TIA/EIA-568-B – w układzie T568A lub T568B (nazywanych niepoprawnie TIA/EIA-568-A i TIA/EIA-568-B).
| Pin | Układ T568A | Układ T568A | Układ T568A        | Układ T568B | Układ T568B | Układ T568B        |
| Pin | sygnał      | para        | kolor              | sygnał      | para        | kolor              |
| --- | ----------- | ----------- | ------------------ | ----------- | ----------- | ------------------ |
| 1   | BI_DA+      | 3           | biało-zielony      | BI_DB+      | 2           | biało-pomarańczowy |
| 2   | BI_DA-      | 3           | zielony            | BI_DB-      | 2           | pomarańczowy       |
| 3   | BI_DB+      | 2           | biało-pomarańczowy | BI_DA+      | 3           | biało-zielony      |
| 4   | BI_DC+      | 1           | niebieski          | BI_DC+      | 1           | niebieski          |
| 5   | BI_DC–      | 1           | biało-niebieski    | BI_DC–      | 1           | biało-niebieski    |
| 6   | BI_DB-      | 2           | pomarańczowy       | BI_DA-      | 3           | zielony            |
| 7   | BI_DD+      | 4           | biało-brązowy      | BI_DD+      | 4           | biało-brązowy      |
| 8   | BI_DD–      | 4           | brązowy            | BI_DD–      | 4           | brązowy            |

### Testy okablowania
Podczas tworzenia sieci 1000Base-T możliwe jest wykorzystanie istniejącego okablowania Cat5, należy jednak najpierw przeprowadzić testy wymagane do ponownej certyfikacji kabla Cat5 na wymogi 1000Base-T. Testy te są zawarte w biuletynie TSB-95 i dotyczą dalekiego przesłuchu ELFEXT, echa, przesunięcia fazowego i opóźnienia propagacji sygnału.